# Bilciurești
Bilciureşti é uma comuna romena localizada no distrito de Dâmboviţa, na região de Muntênia. A comuna possui uma área de  km² e sua população era de 1678 habitantes segundo o censo de 2007.